# أليس نيلسن
أليس نيلسن (بالإنجليزية: Alice Nielsen) هي مغنية ومغنية أوبرا وممثلة أمريكية، ولدت في 7 يونيو 1872 في ناشفيل في الولايات المتحدة، وتوفيت في 8 مارس 1943 في فار روكواي ‏ في الولايات المتحدة.

## وصلات خارجية
- أليس نيلسن على موقع الموسوعة البريطانية (الإنجليزية)
- أليس نيلسن على موقع ميوزك برينز (الإنجليزية)
- أليس نيلسن على موقع ميوزك برينز (الإنجليزية)
- أليس نيلسن على موقع قاعدة بيانات برودواي على الإنترنت (الإنجليزية)
- أليس نيلسن على موقع ديسكوغز (الإنجليزية)